# Love on Delivery
Pour plus de détails, voir Fiche technique et Distribution.
Love on Delivery (破壞之王, Poh wai ji wong, litt. « Le Roi de la destruction ») est une comédie hongkongaise réalisée par Lee Lik-chi et sortie en 1994 à Hong Kong.
Elle raconte l'histoire d'un timide livreur de repas (Stephen Chow) qui s'entraîne durement pour relever le défi qu'il a lancé à un champion d'arts martiaux et conquérir la fille de ses rêves (Christy Chung).
Le film totalise 36 921 789 HK$ de recettes à Hong Kong et 9 163 520 NT$ à Taïwan.

## Synopsis
Ang Ho-kam (Stephen Chow), un livreur de repas peureux mais gentil, tombe amoureux de Lily (Christy Chung), la fille de ses rêves qui travaille dans un centre sportif local. De son côté, elle repousse constamment les avances d'« Ours noir » (Joe Cheng), jusqu'au jour où, pour lui faire comprendre son désintéressement, elle embrasse Ang venu déposer une course. Fou de rage, « Ours noir » fait alors subir à Ang une série d'humiliation et, au moment précis où le livreur était censé se prendre un coup de poing, il se recroqueville sur lui-même, laissant la pauvre Lily le recevoir à place. Elle lui avoue après qu'elle a horreur des lâches.
Après avoir été de nouveau humilié au centre sportif par « Ours noir », Ang cherche un abri dans une supérette appartenant à Tat (Ng Man-tat), un handicapé excentrique. Tat promet de lui enseigner le kung-fu pour surmonter sa faiblesse et sa lâcheté, en échange d'argent. Cependant, Tat, autoproclamé maître de sanshou, n'est qu'un escroc profitant de la crédulité d'Ang, et lui enseigne d'inutiles techniques kung-fu fantasques.
Mais à la surprise et au désagrément de Tat, Ang a l'intention de devenir élève à plein temps. Quand il perd son emploi et commence à manque d'argent, il dit à Tat qu'il le suivra toute sa vie. Tat tente de se débarrasser de lui en le persuadant d'utiliser une fausse technique appelée la « Spirale invincible du vent et du feu », un mouvement qui peut tuer quelqu'un presque à coup sûr ou le blesser très gravement. Elle consiste à s'accrocher à l'adversaire et à l'entraîner avec lui dans la descente d'un escalier, en l'utilisant pour se protéger des chocs sur les marches. Ang envisage de mettre en œuvre cette technique mais émet tout de même des doutes sur son efficacité. Cependant, il devient rassuré de cette prétendue technique quand il voit Tat tomber lui-même dans les escaliers et survivre, bien que ce soit un accident. Enhardi, Ang remercie Tat et part.
Déterminé à conquérir Lily, Ang vient à sa rescousse lorsque « Ours noir » essaie de la forcer à être sa copine après qu'elle l'ait rejeté sur le parking, portant un masque de Garfield tel un super-héros. Il parvient à vaincre « Ours noir » en utilisant la « Spirale ». Le lendemain, alors qu'il s'approche pour annoncer à Lily que c'est lui qui l'a sauvée, celle-ci lui présente son ancien camarade maître Lau, un champion de karaté venu du Japon qui méprise la faiblesse. Pour gagner le cœur de Lily, Lau lui ment en lui disant que c'était lui le « guerrier Garfield » qui l'a sauvée. Furieux d'être insulté de poubelle par Lau, Ang décide de le défier en combat pour prouver son courage. Après avoir retrouvé Tat dans une décharge et compris que c'était un escroc qui lui avait menti, celui-ci décide d'entraîner sérieusement Ang pour s'excusez de lui avoir volé son argent.
Cependant, en arrivant au centre sportif avec la lettre de défi, Ang et Tat croisent Lau dans un bureau avec cinq autres personnes : un maître de taekwondo, un boxeur, un pratiquant de kenjutsu, « Ours noir », et le directeur du centre sportif. Lau devient alors le nouveau gérant du centre et annonce que le karaté, pour lui l'art martial suprême, sera la seule discipline enseignée. Furieux, les quatre autres combattants l'attaquent tous, mais il les bat facilement. Effrayé, Ang est sur le point de retirer la lettre de défi mais Lau parvient à la récupérer et la lit. Amusé, il accepte, mais le directeur du centre insiste pour annuler. Néanmoins, Lau révèle alors que Tat est en fait un ancien champion d'arts martiaux de renommée mondiale ayant participé à de nombreux tournois. Cependant, depuis que le maître de Lau lui a cassé la jambe lors d'un combat au Japon, Tat vit dans l'ombre. Pour se racheter, ce-dernier promet de préparer Ang pour le défi contre Lau, mais seulement après un mois d'entraînement. Lau veut également personnellement tuer Ang. Il parie avec Tat que si Ang survit à trois rounds, le sanshou sera de nouveau enseigné au centre.
Le combat à venir reçoit beaucoup de publicité et les journalistes suivent Ang et Tat pour voir comment un livreur peut se transformer en un artiste martial. Mais, à l'amusement et à la perplexité de tout le monde, Ang et Tat ne se montrent qu'en faisant la fête ou en mangeant. Lorsqu'on lui demande pourquoi ils ne s'entraînent pas, Tat répond que c'est leur formation, ce qui déroute tout le monde, même Lau.
Un mois plus tard, alors que le combat est proche, Lily se précipite au centre pour demander son annulation, inquiète pour la vie d'Ang. Cependant, elle et ses amis sont bloqués dans un ascenseur en panne. Sur le ring, Ang est désigné favori par les juges en raison de son absence totale de peur, ce qui augmente ironiquement l'inquiétude de Lau. Lors du premier round, Lau se précipite pour attaquer mais s'arrête brusquement quand Ang se retourne simplement et reste immobile. C'est en fait la stratégie de Tat : plonger Lau dans la confusion. Au deuxième round, Tat demande à Ang de soumettre Lau avec des soumissions et des coups de poing. Pendant tout le round, Tat distrait délibérément Lau en jonglant à côté du ring.
Lors du troisième round, Lau, frustré, essaie de mettre fin au combat une fois pour toutes. Mais Ang le saisit et le bloque tout au long du round. Dans un flashback, Tat dit à Ang que pour éviter de perdre le pari et de mourir, il doit exécuter la technique défensive dit de l'« Entrave du serpent d'or », d'où les clés de bras et les agrippements, ce qui empêche Lau de le mettre à terre. Visiblement irrité, celui-ci tente sans succès de repousser Ang. Enfin, le troisième round se termine et Lau est annoncé vainqueur, mais Ang a remporté son pari de survivre au combat. En colère, Lau commence à ravager le centre, frappant même l'arbitre et les juges. Pour l'arrêter, Ang décide d'utiliser sur lui la « Spirale invincible du vent et du feu », en utilisant une immense roue de loterie. Les deux tournent rapidement à l'intérieur de la roue avant qu'elle ne se désagrège. Des décombres émerge Ang, épuisé mais victorieux, tandis que Lau est vaincu. Lily, réalisant qu'Ang est bien le « guerrier Garfield », se précipite pour l'embrasser et Tat réintroduit le sanshou au centre.

## Fiche technique
- Titre : Love on Delivery
- Titre original : 破壞之王
- Réalisation : Lee Lik-chi
- Scénario : Vincent Kok (en)
- Musique : Wu Lap-wai
- Photographie : David Chung
- Montage : Ma Chung-yiu
- Production : Wong Jing
- Société de production: Cosmopolitan Film Productions
- Société de distribution : Newport Entertainment
- Pays d'origine :  Hong Kong
- Langue : cantonais
- Genre : comédie
- Durée : 100 minutes
- Date de sortie :
  - Hong Kong : 3 février 1994
  - Taïwan : 5 février 1994

## Distribution
- Stephen Chow : Ang Ho-kam
- Christy Chung : Lily
- Ng Man-tat : Tat
- Ben Lam : Lau Tuen-shui
- Philip Chan : le présentateur de télévision
- Joe Cheng : « Ours noir »
- Jacky Cheung : lui-même (caméo)
- Joey Leung (en) : le commentateur du combat
- Billy Chow : le maître de taekwondo
- Paul Chun : Chan, le directeur du centre sportif
- Vincent Kok (en) : Niu
- Wong Yat-fei (en) : le patron d'Ang
- Leo Ku (en)
- Lee Lik-chi
- Radium Cheung
- Peter Lai : le client avec une mouche dans sa soupe
- Gabriel Wong : Tortue

## Anecdotes
- Jacky Cheung apparaît en caméo alors qu'il remet à Ang les tickets des meilleurs places pour le combat.
- La scène d’introduction d'Ang est une parodie de Terminator, dans laquelle il marche nu (depuis qu'il a donné ses vêtements à un mendiant par gentillesse) dans une rue avant d'être emmené par la police.
- Christy Chung ne connaissait pas un mot de cantonais, étant Canadienne et de langue maternelle française et vietnamienne, et tous ses dialogues en cantonais sont doublés en post-production.
- Les lunettes et la coupe de cheveux de Lau sont un parodie de Clark Kent (Superman).
- Le film malaisien Siapa Dia (1996) est une reprise de ce film.